# كأس أرمينيا 2013–14
كأس أرمينيا 2013–14 هو الموسم 23 من كأس أرمينيا. أقيم خلال الفترة 18 سبتمبر 2013 وحتى 7 مايو 2014، وأشرف على تنظيمه اتحاد أرمينيا لكرة القدم، وكان عدد الأندية المشاركة فيه 8، وفاز فيه بيونيك يريفان.